# لاس آلدهوئلاس
لاس آلدهوئلاس (به اسپانیایی: Las Aldehuelas) یک دهستان در اسپانیا است که در سریا واقع شده‌است.

## خصوصیات
لاس آلدهوئلاس ۳۷ کیلومترمربع مساحت و ۱۰۴ نفر جمعیت دارد.